# خالد البرادعي
خالد محيي الدين البرادعي (1934 - 2008) شاعر، وناقد، وكاتب مسرحي سوري.

## حياته
ولد في مدينة يبرود السورية، عام 1934، عاش بين سوريا ولبنان والخليج العربي. شارك في تأسيس اتحاد الكتاب العرب عام 1969 إلى جانب نخبة من المفكرين السوريين آنذاك، كما شارك في أكثر من ستين ندوة ومؤتمراً أدبياً ولقاءاً فكرياً ومهرجاناً شعرياً في سوريا والوطن العربي وبعض بلدان العالم بدءاً من عام 1969، كُتِبَ عن شعره ومسرحه أكثر من أربعين رسالة وأطروحة جامعية ورسالة تخرج وحلقات بحث في جامعات سوريا والوطن العربي وبعض جامعات العالم وبالتحديد في: جامعة دمشق - جامعة تشرين ـ جامعة حلب ـ جامعة البعث في حمص ـ جامعة الإمام محمد بن سعود  ـ جامعة وجدة ـ جامعة مراكش ـ جامعة مكناس ـ جامعة محمد الخامس الرباط – جامعة موسكو، وتُرجم جانب من شعره ومسرحه إلى اللغات: الفرنسية والإنكليزية والإسبانية والفارسية والروسية والأوكرانية والأندونيسية والتركية.

## حياته المهنية
شغل عدة مهمات منها:
- رئيس القسم الأدبي في جريدة القبس الكويتية منذ تأسيسها حتى عام 1972
- مدير تحرير مجلة الرسالة الأسبوعية من عام 1972 حتى عام 1977
- رئيس تحرير أكثر من مجلة أسبوعية في الخليج العربي بين عامي 1972 ـ1977.
- رئيس جمعية المسرح في اتحاد الكتاب العرب من عام 1989 إلى عام 1994.
- رئيس فرع ريف دمشق لاتحاد الكتاب العرب عام 1998 حتى عام 2000.
- عضو الاتحاد العالمي للمؤلفين باللغة العربية بدءاً من عام 1995.
- عضو مجمع البلاغة العالمية بدءاً من عام 1996.

## جوائز
فاز بعدة جوائز منها:
- جائزة البابطين الشعرية عن أفضل ديوان شعر عام 1994 عن ديوان: عبد الله والعالم في مدينة فاس في المغرب بدورتها الرابعة.
- جائزة الأوبريت الشعرية في إمارة الشـارقة عام 1994 عن أوبريت: رائدات في الإسلام؛ التي قدمتها فتيات أندية الشارقة بإشراف الشيخة جواهر بنت محمد القاسـمي.
- جائزة مؤسسة يماني الثقافية في القاهرة عن أفضل ديوان شعر في الأدب العربي المعاصر عام 1996. وهو بعنوان قصائد للأرض.
- جائزة الأمم المتحدة للطفولة (اليونيسيف) عام 2002 عن ديوان: شجرة اللؤلؤ.
- حصل على درجة دكتوراه الإبداع عام 1995 من جامعة أم اللغات التابعة للاتحاد العالمي للمؤلفين عن أطروحته «تعددية النمط في الشعر الجاهلي وظلاله الطويلة» بإشراف الدكتور أسعد علي.

## مؤلفاته

### شعر
1. أناشيد للأنصار ـ شعر ـ الكويت 1969
2. بدءاً من حزيران ـ شعر ـ دمشق 1969
3. صور على حائط المنفى ـ شعر ـ دار الطليعة ـ بيروت 1972
4. الرحيل نحو المستقبل ـ شعر ـ وزارة الثقافة ـ دمشق 1973
5. قصائد في النضال والحب ـ شعر ـ اتحاد الكتاب العرب ـ دمشق 1973
6. القبلة من شفة السيف ـ شعر ـ وزارة الثقافة ـ دمشق 1974
7. الغناء بين السفن التائهة ـ شعر ـ وزارة الإعلام ـ بغداد 1974
8. رسائل إلى امرأة غريبة ـ شعر ـ الدر التونسية للنشر ـ تونس 1975
9. تداعيات المتنبي بين يدي سيف الدولة ـ شعر ـ اتحاد الكتاب العرب ـ دمشق 1976
10. حكايات إلى امرأة من يبرود ـ شعر ـ دار الرسالة ـ الكويت 1976
11. الحب لغتي ـ شعر ـ اتحاد الكتاب العرب ـ دمشق 1981
12. قصائد للأرض قصائد للحبيبة ـ شعر ـ اتحاد الكتاب العرب ـ دمشق 1989
13. عبد الله والعالم ـ شعر ـ دار العرب ـ دمشق ـ 1993
14. الصعود إلى عرش فاطمة ـ شعر ـ دار الذاكرة ـ حمص 1996
15. أوراق من هذا العصر ـ شعر ـ منشورات الإثنينية ـ جدة 1996. طبعة ثانية الهيئة المصرية العامة للكتاب ـ مصر 1998
16. يوم غابت فاطمة ـ ديوان شعر ـ اتحاد الكتاب العرب ـ دمشق 2003

### مسرح
1. الوحش ـ مسرحية نثرية ـ اتحاد الكتاب العرب ـ دمشق 1976
2. الجراد ـ مسرحية نثرية ـ الدار الجماهيرية ـ ليبيا 1978
3. السلام يحاصر قرطاجنة ـ مسرحية شعرية ـ اتحاد الكتاب العرب ـ دمشق 1978
4. دمر عاشقاً ـ مسرحية شعرية ـ اتحاد الكتاب العرب ـ دمشق 1978
5. العرش والعذراء ـ مسرحية شعرية ـ اتحاد الكتاب العرب ـ دمشق 1980
6. حصان الأبانوس ـ مسرحية شعرية ـ اتحاد الكتاب العرب ـ دمشق 1982
7. أبو حيان التوحيدي ـ مسرحية نثرية ـ اتحاد الكتاب العرب ـ دمشق 1983
8. المؤتمر الأخير لملوك الطوائف ـ مسرحية شعرية ـ اتحاد الكتاب العرب ـ دمشق 1986
9. الشيخ بهلول وأفراد عائلته ـ مسرحيتان ـ الدار الجماهيرية ـ ليبيا 1983
10. جودر والكنز ـ مسرحية شعرية ـ اتحاد الكتاب العرب ـ دمشق 1984
11. الإمبراطور زمسكس ـ مسرحية شعرية ـ اتحاد الكتاب العرب ـ دمشق 1990
12. جزيرة الطيور ـ مسرحية شعرية ـ اتحاد الكتاب العرب ـ دمشق 1991
13. وادي العذارى ـ مسرحية شعرية ـ وزارة الثقافة ـ دمشق 1993
14. مكاشفات عائشة بنت طلحة ـ مسرحية شعرية ـ وزارة الثقافة ـ دمشق 1993
15. الزهرة والسيف ـ مسرحية شعرية ـ اتحاد الكتاب العرب ـ دمشق 1996
16. الأيام السبعة الطوال في حياة أبي القاسم الفردوسي ـ مسرحية شعرية ـ مكتبة دار الحياة ـ بيروت ـ لبنان 1998
17. أسفار سيف بن ذي يزن ـ مسرحية شعرية ـ الهيئة المصرية للكتاب ـ القاهرة 1999
18. تلك القرية ـ مسرحية شعرية ـ نادي جدة الأدبي ـ السعودية 1999
19. النبوءة ـ مسرحية شعرية ـ الهيئة العامة لقصور الثقافة ـ القاهرة 2000
20. أشباح سيناء ـ مسرحية شعرية ـ اتحاد الكتاب العرب ـ دمشق 2001
21. عرس الشام ـ مسرحية شعرية ـ اتحاد الكتاب العرب ـ دمشق 2001
22. الطريق إلى العصر الحجري ـ مسرحية نثرية ـ المبدعون ـ يبرود
23. الشجرة التي أورقت سيوفاً ـ مسرحية شعرية ملحمية ـ الاتحاد العالمي للمؤلفين باللغة العربية ـ دمشق 2002

### دراسات
1. الإبداع من الرؤيا القومية إلى المنظور الإنساني ـ دراسة ـ الدار العربية للكتاب ـ ليبيا / تونس 1983
2. خصوصية المسرح العربي ـ دراسة ـ اتحاد الكتاب العرب ـ دمشق 1986
3. هذيل القبيلة في شعرها ـ دراسة ـ الدار العربية للكتاب ـ ليبيا / تونس 2000
4. الغناء الأبدي ـ دراسة ـ وزارة الثقافة ـ دمشق 1977
5. دراسات في الشعر العربي المعاصر ـ دراسة
6. أسطورة الطفل المخلص ـ دراسة ـ المجلس القومي للثقافة العربية ـ الرباط 2002
7. تعددية النمط في القصيدة الجاهلية ـ دراسة ـ أطروحة دكتوراه ـ وزارة الثقافة ـ دمشق 2003
8. المهاجرة والمهاجرون ـ دراسة في شعر المهجر ـ وزارة الثقافة ـ دمشق 2006

### أخرى
1. حكاية الأميرة جنان ـ حكاية شعرية ـ دار طلاس ـ دمشق 1985
2. اختصار كتاب الزهرة ـ وزارة الثقافة ـ دمشق 1992
3. ميسلون ـ ملحمة شعرية ـ اتحاد الكتاب العرب ـ دمشق 1998
4. شجرة اللؤلؤ ـ حكايات شعرية للفتيان ـ اتحاد الكتاب العرب ـ دمشق 2000
5. وضع نشيد جامعة القلمون أول عام 2004
6. ملحمة محمد (عليه السلام)، ثلاثة مجلدات – المبدعون - يبرود 2007

## وفاته
توفي خالد البرادعي يوم الأحد 16 ذو الحجة 1429هـ الموافق 14 ديسمبر (كانون الأول) 2008م.